# Conner Frankamp
Conner Frankamp (Wichita, Kansas, 16 de julio de 1995) es un jugador de baloncesto estadounidense con pasaporte georgiano. Con 1,85 metros de estatura, juega en la posición de base.

## Trayectoria deportiva
Jugó una temporada con Kansas Jayhawks (2013-2014) y las otras tres temporadas las disputaría con Wichita State Shockers (2015-2018), además sería internacional con la selección sub-17 de Estados Unidos. Tras no ser drafteado en 2018, se marcharía a Bulgaria para debutar como profesional en las filas del BC Beroe, bajo la dirección del entrenador filipino Hector Noewok, en el que promedió 19.3 puntos y 4.3 asistencias por partido.
En verano de 2019, disputaría la Liga de Verano de la NBA con Los Angeles Lakers, jugando 3 partidos. Al regresar de Estados Unidos, firma con Rethymno BC de la A1 Ethniki, en se convertiría en máximo anotador de la liga griega con un promedio de 20.8 puntos y 4.1 asistencias por partido.
En mayo de 2020 se comprometió con el UCAM Murcia de la liga ACB. En la temporada 2020-21 promedió 15.7 puntos, 3.5 asistencias y 2.2 rebotes en los 26 minutos de media que jugó en la competición nacional. 
En junio de 2021, firma por el Zenit de San Petersburgo de la Superliga de Baloncesto de Rusia. Dejó el equipo tras la invasión rusa de Ucrania.
El 9 de abril de 2022, firma por el Promitheas Patras B.C. de la A1 Ethniki.
El 18 de mayo de 2022, refuerza la plantilla del CSP Limoges para disputar los play-offs por el título de la LNB Pro A, la primera categoría del baloncesto francés.
El 14 de julio de 2022 fichó por el Gaziantep Basketbol de la BSL, la primera categoría del baloncesto turco.
El 8 de octubre de 2023, se anuncia su fichaje por el Club Baloncesto Breogán de la Liga ACB y la Basketball Champions League para la temporada 2023/24.El club lucense comunica asimismo que el Club Baloncesto Murcia conservará sus derechos en la Liga ACB una vez finalizada la campaña 2023/24.
El 8 de enero de 2024, firma por el Zunder Palencia de la Liga Endesa.
En enero de 2025 se unió al CS Dinamo București de la Liga Națională de Rumania.

## Selección nacional
Conner representó a los Estados Unidos a nivel juvenil, consagrándose campeón del Campeonato FIBA Américas Sub-16 de 2011 y del Campeonato Mundial de Baloncesto Sub-17 de 2012.
En 2021 adquirió la ciudadanía georgiana y debutó con la selección de baloncesto de Georgia en un partido de la clasificación para el Campeonato Europeo de Baloncesto Masculino de 2022.